# Климов, Николай Михайлович
Никола́й Миха́йлович (в некоторых источниках — Семёнович) Кли́мов (1 января 1922 — неизвестно, Москва) — советский футболист, нападающий.
Воспитанник юношеской команды московского «Спартака», за команду выступал в 1939—1946 годах, обладатель Кубка СССР 1946.